# Tijdmachine (Dio)
"Tijdmachine" is een lied van de Nederlandse rappers Dio en Sef. Het nummer werd als single uitgebracht in 2008 en stond in 2008 als de derde track op het album Rock & Roll.

## Achtergrond
Tijdmachine is geschreven door Twan van Steenhoven, Yousef Gnaoui, Diorno Braaf en geproduceerd door Twan van Steenhoven. Dio haalde voor de beat van het nummer inspiratie uit Valerie van Amy Winehouse. Hij heeft nummer bewust een beetje kinderlijk gemaakt en noemde het refrein zelfs een "Kinderen Voor Kinderen"-refreintje. In het nummer wordt er verteld wat de zanger zou doen met een tijdmachine. De eerste twee coupletten gaan er over wat hij zou willen veranderen, maar in het derde couplet vertelt de zanger dat hij eigenlijk niks wil veranderen omdat hij blij is met hoe hij is.
De single heeft in Nederland de platina status.

## Hitnoteringen
Het nummer was een hit met een zesde plaats in de Single Top 100 en een twaalfde plaats in de Top 40.